# Хенрик Зетерберг
Хенрик Зетерберг (швед. Henrik Zetterberg; Нјурунда, 9. октобар 1980) је бивши професионални шведски хокејаш који је играо у НХЛ клубу Детроит ред вингси. Играо на позицијама центра и левог крила и леворук је. Са екипом из Детроита 2008. освојио је трофеј Стенли купа те Кон Смајт трофеј који се додељује најкориснијем играчу финалне серије плеј офа. Поред титуле клипског првака у НХЛ лиги, са репрезентацијом Шведске освојио је 2006. светско и олимпијско злато, због чега је аутоматски уврштен у престижну хокејашку златну тројку.

## Професионална каријера
Зетерберг је хокеј почео да игра у јуниорској екипи Нјурунда СК из свог родног места у Шведској 1997. године. У истом клубу је поникао и његов познати сународник Фредрик Модин. Њима у част клуб је 2008. променио име дворане у Дворана Модин & Зетерберг (Modin & Zetterberg-hallen).
На НХЛ драфту 1999. изабран је у седмој рунди као 210. пик од стране Детроит ред вингса, а екипа га је послала на каљење у шведски клуб Тимро за који је одиграо две сезоне (сезоне 2000/01 и 2001/02), а од сезоне 2002/03 и службено је заиграо за екипу из Детроита.

### НХЛ каријера
Свој деби наступ за Детроит Зетерберг је имао 10. октобра 2002. против екипе Сан Хозе шаркси, а већ у наредној утакмици против Мајти Дакса постигао је и свој први погодак. Током своје дебитантске сезоне одиграо је 79 утакмица, и са 22 гола и 22 асистенције (укупно 44 бода) постао други на листи најуспешнијих дебитаната. Наредне сезоне је због лома ноге на утакмици са Ванкувер канаксима (5. новембар 2003.) био присиљен да паузира чак 21 утакмицу, што га је спречило да понови добар резултат из дебитантске сезоне. Због локаута у НХЛ лиги сезону 2004/05. провео је у Шведској у клубу Тимро у коме је у 50 утакмица успео да забележи 50 поена. НХЛ лига се наставља у сезони 2005/06. сјајним играма тима из Детроита у којем Зетерберг убрзо добија статус „звезде“ и заменика капитема тима. Те сезоне постигао је 39 погодака и освојио 85 поена, само два мање од најефикаснијег играча у тиму Павела Дацјука. Исте године учествовао је у освајању двоструког злата за репрезентацију Шведске. Сјајне игре Швеђанина наставиле су се и током следеће НХЛ сезоне а већ у јануару 2007. одабран је у најбољи тим „запада“ за меч свих звезда у Даласу, али је морао да осутане због повреде зглоба. Исте сезоне је у утакмици против Финикса (8. фебруар) постигао јубиларни стоти погодак у лиги. Само девет дана касније, против истог противника постигао је свој први хет-трик у каријери којем је додао и још једну асистенцију за одлична 4 бода. У тој сезони у којој је због повреде одиграо тек 63 утакмице (од укупно 82) освојио је 68 поена.
Сезону 2007/08. започео је невероватном серијом од 16 утакмица заредом на којима је освајао бодове и тако срушио рекорд легенде Вингса Норма Улмана из 1960. од 14 узастопних утакмица са освојеним бодовима. У јануару 2008. поново је изабран у састав тима западне конференције за меч свих звезда у Атланти, али га је повреда поново спречила да заигра у тој утакмици. Упркос проблемима са повредама та сезона је била најбоља у његовој НХЛ каријери. У 75 утакмица постигао је 43 гола и 49 асистенција, укупно рекордних 92 поена. Исте сезоне у плеј оф серији предводио је тим из Детроита до Стенли купа, а на укупно 22 утакмице плеј офа остварио је додатних 27 поена. У одлучујућој шестој утакмици финалне серије против Питсбург пенгвинса постигао је победнички погодак који му је поред титуле Стенли купа донео и награду за најкориснијег играча финала (MVP) у виду трофеја Кон Смајт.
Крајем јануара 2009. Зетеберг је са Детроитом потписао нови уговор на 12 година вредан 73 милиона америчких долара поставивши тако клупски рекорд у дужини и вредности уговора. Месец дана касније на утакмици против Шаркса на домаћем терену Зетерберг је феноменалним поготком решио питање победника. Почетком друге трећине када је гостујући тим имао играча више Зетерберг је успео да „украде“ плочицу нападачу гостију, крене у контра напад и невероватном пируетом избаци свог чувара из игре и „смести“ плочицу у мрежу гостујућег голмана Набокова. У марту 2009. у Атланти забележио је рекордне 4 асистенције. Исте године предводио је свој тим до финала плеј оф серије са 11 погодака и 13 асистенција (Пенгвинси славили 4:3 у финалној серији).
Нови рекорд постигао је у сезини 2009/10. када је у утакмици против Анахејма 14. новембра постигао хет-трик у последњој трећини и тако осигурао победу свом тиму од 7:4.

### Репрезентативна каријера
Зетерберг је члан репрезентације „Три круне“ од 2001. године са којом је за 5 година успео да освоји 5 медаља. Први наступ на Олимпијским играма забележио је 2002. у Солт Лејк Ситију а већ 4 године касније освојио је златну олимпијску медаљу на играма у Торину. Исте године окитио се и златном медаљом на светском првенству у Риги.
Освојивши три најважнија трофеја у хокејашком спорту (олимпијско и светско злато и Стенли куп) Зетерберг је постао члан елитног хокејашког клуба „златне тројке“.
Током 10 година играња за репрезентацију остварио је следеће успехе:
- Светско првенство 2001. (бронзана медаља)
- Олимпијске игре 2002. (пораз у четвртфиналу)
- Светско првенство 2002. (бронзана медаља)
- Светско првенство 2003. (сребрна медаљаl)
- Светско првенство 2004. (пораз у четвртфиналу)
- Светско првенство 2005. (4. место)
- Олимпијске игре 2006. (златна медаља)
- Светско првенство 2006. (златна медаља)
- Олимпијске игре 2010. (пораз у четвртфиналу)

## Приватни живот
Хенрик се 2010. оженио са Емом Андерсон, шведском манекенком и тв водитељком.

## Статистика и награде
| 1997/98.   | ХК Тимро           | ШВЕ-2      | 16  | 1   | 2   | 3   | —   | 4   | 4   | 0  | 1  | 1  | —  | 0  |
| 1998/99.   | ХК Тимро           | ШВЕ-2      | 37  | 15  | 13  | 28  | —   | 2   | 4   | 2  | 1  | 3  | —  | 2  |
| 1999/00.   | ХК Тимро           | ШВЕ-2      | 42  | 20  | 14  | 34  | —   | 20  | 10  | 10 | 4  | 14 | —  | 4  |
| 2000/01.   | ХК Тимро           |            | 47  | 15  | 31  | 46  | -2  | 24  | —   | —  | —  | —  | —  | —  |
| 2001/02.   | Timrå IK           | Elitserien | 48  | 10  | 22  | 32  | -14 | 20  | —   | —  | —  | —  | —  | —  |
| 2001/02.   | ХК Тимро           | ШВЕ-2      | —   | —   | —   | —   | —   | —   | 8   | 7  | 5  | 12 | 8  | 2  |
| 2002/03.   | Детроит ред вингси | НХЛ        | 79  | 22  | 22  | 44  | 6   | 8   | 4   | 1  | 0  | 1  | -4 | 0  |
| 2003/04.   | Детроит ред вингси | НХЛ        | 61  | 15  | 28  | 43  | 15  | 14  | 12  | 2  | 2  | 4  | 0  | 4  |
| 2004/05.   | ХК Тимро           |            | 50  | 19  | 31  | 50  | 15  | 24  | 7   | 6  | 2  | 8  | 2  | 2  |
| 2005/06.   | Детроит ред вингси | НХЛ        | 77  | 39  | 46  | 85  | 29  | 30  | 6   | 6  | 0  | 6  | -2 | 2  |
| 2006/07.   | Детроит ред вингси | НХЛ        | 63  | 33  | 35  | 68  | 26  | 36  | 18  | 6  | 8  | 14 | 1  | 12 |
| 2007/08.   | Детроит ред вингси | НХЛ        | 75  | 43  | 49  | 92  | 30  | 34  | 22  | 13 | 14 | 27 | 15 | 16 |
| 2008/09.   | Детрит ред вингси  | НХЛ        | 77  | 31  | 42  | 73  | 13  | 36  | 23  | 11 | 13 | 24 | 13 | 13 |
| 2009/10.   | Детроит ред вингси | НХЛ        | 74  | 23  | 47  | 70  | 12  | 26  | 12  | 7  | 8  | 15 | 11 | 6  |
| 2010/11.   | Детроит ред вингси | НХЛ        | 80  | 24  | 56  | 80  | -1  | 40  | 7   | 3  | 5  | 8  | 6  | 2  |
| укупно     | укупно             | укупно     | 145 | 44  | 84  | 128 | -1  | 68  | 7   | 6  | 2  | 8  | 2  | 2  |
| НХЛ укупно | НХЛ укупно         | НХЛ укупно | 586 | 230 | 325 | 555 | 171 | 184 | 104 | 49 | 50 | 99 | 39 | 55 |

- Репрезентативна статистика

| Година            | Екипа             | Такмичење         | Ут. | Г  | A  | Бод | Иск |
| ----------------- | ----------------- | ----------------- | --- | -- | -- | --- | --- |
| 2001.             | Шведска           | СП                | 9   | 1  | 3  | 4   | 2   |
| 2002.             | Шведска           | ОИ                | 4   | 0  | 1  | 1   | 0   |
| 2002.             | Шведска           | СП                | 9   | 0  | 7  | 7   | 4   |
| 2003.             | Шведска           | СП                | 9   | 3  | 4  | 7   | 2   |
| 2004.             | Шведска           | СК                | 4   | 1  | 1  | 2   | 4   |
| 2005.             | Шведска           | СП                | 9   | 2  | 4  | 6   | 4   |
| 2006.             | Шведска           | ОИ                | 8   | 3  | 3  | 6   | 0   |
| 2006.             | Шведска           | СП                | 8   | 2  | 3  | 5   | 6   |
| 2010.             | Шведска           | ОИ                | 4   | 1  | 0  | 1   | 2   |
| Укупно као сениор | Укупно као сениор | Укупно као сениор | 64  | 13 | 26 | 39  | 24  |

### Награде
- У Шведској

| Награда                 | Година освајања |
| ----------------------- | --------------- |
| Најбољи дебитант сезоне | 2001.           |
| Најбољи састав сезоне   | 2002, 2005.     |
| „Guldpucken“            | 2002            |

- У НХЛ

| Нагарада                   | Година |
| -------------------------- | ------ |
| Најбољи дебитантски састав | 2003.  |
| Најбоља резервна постава   | 2008.  |
| Кон Смајт трофеј           | 2008.  |

- 2003. изабран за најбољег дфебитанта у екипи Детроит ред винга за сезону 2002/03. по избору локалних спортских новинара
- 2003. добио награду за „најбољег дебитанта“ лиге гласовима осталих играча у избору спортских новина
- Проглашен за најбољег играча месеца октобра 2007. ("The Hockey News Player of the Month")[19]
- Изабран за меч свих звезда НХЛ лиге 2007.
- 2007. и 2008. добио награду „Викинг“ за најбољег шведског играча у Северној Америци